# Hinda Hicks
Hinda Hicks (1976) è una cantante tunisina naturalizzata britannica.

## Biografia
Hinda Hicks è entrata nell'industria musicale come membro dei gruppi Fabulous Fug Band e Moxed Fruits, per poi firmare con la Island Records. Dal 1997 al 2004 ha collezionato sette ingressi nella Official Singles Chart: in particolare, il suo singolo di debutto I Wanna Be Your Lady ha raggiunto la 14ª posizione a seguito di una ripubblicazione avvenuta nel 1998. Nella Official Albums Chart, invece, ha piazzato il suo album d’esordio eponimo alla numero 20. Ai MOBO Awards 1998 è stata candidata a tre premi, mentre ai BRIT Awards 1999 ha ricevuto una candidature nelle categorie Miglior artista solista femminile britannica e Miglior artista esordiente. Nello stesso periodo ha avuto ruoli minori nei film G:MT - Greenwich Mean Time, Circus e Love & Basketball, pur non venendo accreditata in quest'ultimo e per il quale ha registrato il brano Our Destiny.

## Discografia

### Album in studio
- 1998 – Hinda
- 2000 – Everything to Me
- 2004 – Still Doin' My Thing

### Singoli
- 1997 –  Wanna Be Your Lady / My Eyes
- 1998 – If You Want Me / When You Touch Me There
- 1998 – You Think You Own Me
- 1998 – Truly
- 1998 – Ain't No Stoppin' Us Now
- 2000 – Let's Do It Again
- 2000 – My Remedy
- 2004 – Up Up